# Aploneura ampelina
Aploneura ampelina är en insektsart. Aploneura ampelina ingår i släktet Aploneura och familjen långrörsbladlöss. Inga underarter finns listade i Catalogue of Life.